# Enarthrocarpus arcuatus
Enarthrocarpus arcuatus là một loài thực vật có hoa trong họ Cải. Loài này được Labill. mô tả khoa học đầu tiên năm 1812.